# Mesinó
Mesinó (Mesino) är en ort i Grekland.   Den ligger i prefekturen Nomós Korinthías och regionen Peloponnesos, i den södra delen av landet, 120 km väster om huvudstaden Aten. Mesinó ligger 782 meter över havet och antalet invånare är 227.
Terrängen runt Mesinó är bergig åt nordväst, men åt sydost är den kuperad. Mesinó ligger nere i en dal. Runt Mesinó är det glesbefolkat, med 9 invånare per kvadratkilometer. Närmaste större samhälle är Mánna, 17,6 km nordost om Mesinó. Trakten runt Mesinó består till största delen av jordbruksmark.